# It ain't over till the fat lady sings

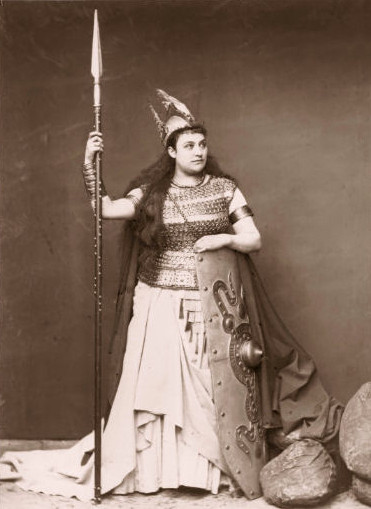
Amalie Materna dans le rôle de la Valkyrie Brunehilde (1876).

 (mars 2023).
Si vous disposez d'ouvrages ou d'articles de référence ou si vous connaissez des sites web de qualité traitant du thème abordé ici, merci de compléter l'article en donnant les références utiles à sa vérifiabilité et en les liant à la section « Notes et références ».
It ain't over till the fat lady sings est une expression anglaise, dans le registre familier, qui a acquis une valeur de proverbe. Elle peut se traduire par : « Ce n'est pas fini tant que la grosse dame n'a pas chanté. » Elle signifie qu'il ne faut jurer de rien : on ne peut prédire le dénouement d'un événement en cours avant qu'il ait atteint sa conclusion. Plus précisément, aucune situation n'est irréversible tant qu'elle n'est pas arrivée à son terme.

## Origine de l'expression
Cette expression a pour origine l'univers de l'opéra et le stéréotype de la cantatrice obèse. En particulier, elle se réfère à la Tétralogie de Wagner et à sa dernière partie, Le Crépuscule des dieux : la « grosse dame » n'est autre que la Valkyrie Brunehilde, dont la scène d'adieu dure près de 20 minutes et clôt le cycle du Ring. Comme Le Crépuscule des dieux s'achève par la fin du monde, tout est terminé quand la grosse dame a chanté.

## L'expression dans la culture populaire
Dans la version d'origine en anglais, le 30e et dernier épisode de la saison 11 de la série Dallas porte un titre relativement similaire, « The Fat Lady Singeth ».
On retrouve cette expression dans la bouche de Bart lors de l'épisode Bart le génie des Simpson (saison 1, épisode 2),.
Dans le film Les Vacances des Tiny Toons, Fifi la Mouffette prononce cette expression qui a été traduite par « Cette grosse dame va m'en répondre sur-le-champ », puisqu'une grosse dame se met à chanter juste après avoir prononcé cette phrase.
En 1987, le présentateur du jeu The Running Man (en), tiré du film du même nom, cite cette même phrase lorsque Arnold Schwarzenegger (Ben Richards) s'abstient de tuer Dynamo, l'un des quatre « stalkers » chargés de l'abattre.
C'est également à cette phrase que font référence Steven Hiller et David Levinson, les deux personnages-clés de la scène finale du film Independence Day réalisé en 1996 par Roland Emmerich.
The Fat Lady Sings (en) était un groupe de rock alternatif originaire de Dublin qui a fait carrière à Londres en 1986-2005.
Dans la série allemande  Deutschland 86, un personnage prononce ce proverbe.
Dans la série britannique de la BBC, The Split (saison 2, épisode 6) (diffusée en France sur Arte.tv en décembre 2021), l'avocat Nathan Stern utilise cette expression dans une discussion avec sa jeune stagiaire, qui ne la comprend pas. Cela vient à la fin d'un dialogue qui souligne avec une pointe d'humour la distance culturelle entre le quadragénaire et la jeune femme.
Dans la série Meurtres au paradis (saison 3, épisode 4), l'inspecteur-chef Humphrey Goodman utilise l'expression et l'explique à son sergent qui ne la comprenait pas.
Jeudi 8 avril 2021, au lendemain de la défaite de son équipe, le Bayern Munich, à domicile face au Paris Saint-Germain (2-3), lors du quart de finale aller de la Ligue des Champions 2020-2021, le milieu de terrain international allemand Joshua Kimmich emploie cette expression pour lancer le match retour en motivant ses troupes.
Le film Independence Day (film, 1996) (1996) fournit également un bel exemple de cette expression, qui vient ponctuer le suspense à deux reprises dans la bouche d'un aviateur de combat, dont elle constitue le rituel superstitieux.
Le groupe de musique finlandais Sonata Arctica utilise cette expression dans la chanson For The Sake Of Revenge présente sur leurs albums Unia et Acoustic Adventures - Volume One.